# Wybren Sipke Sevensma

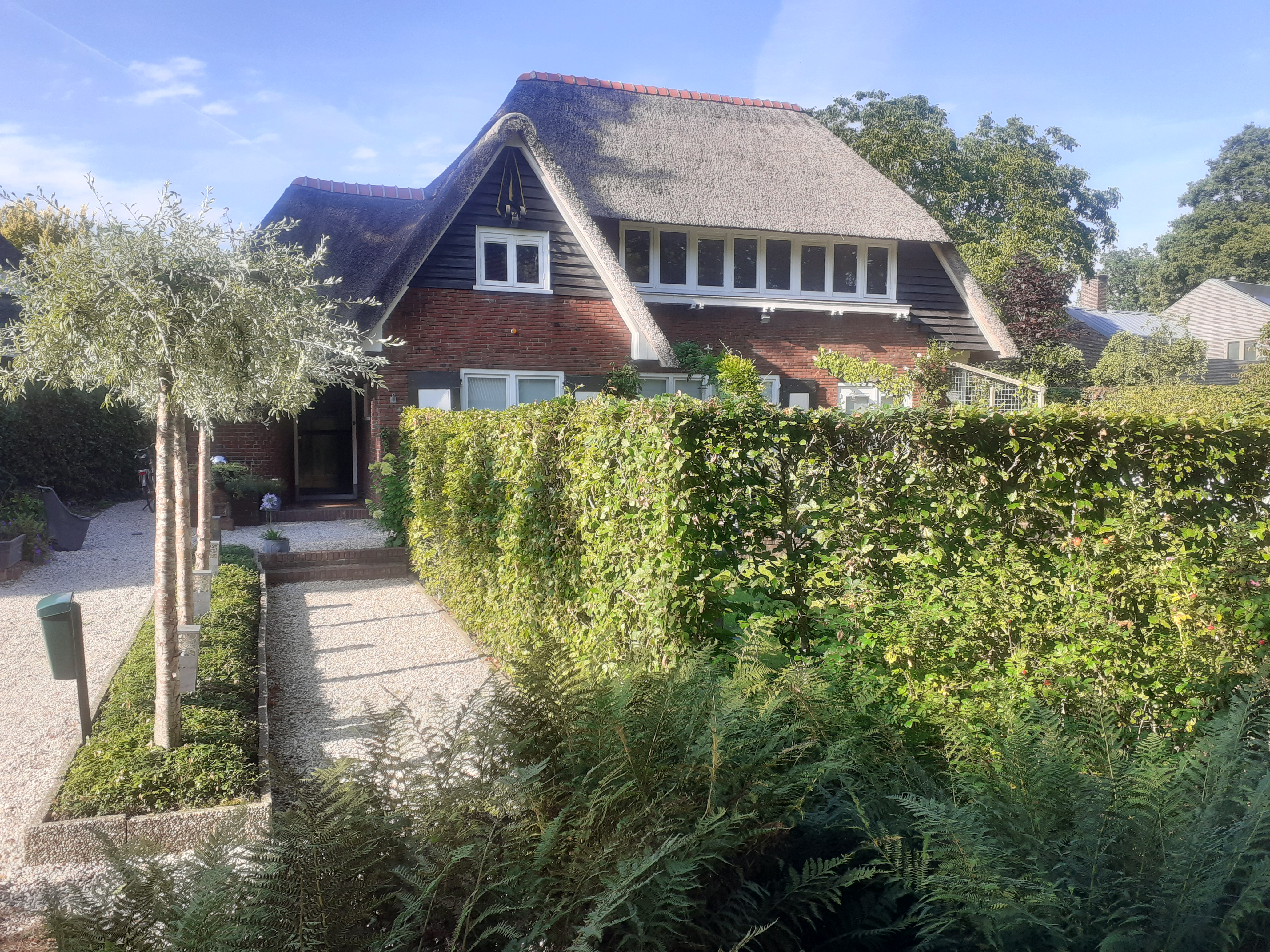
Het huis van het echtpaar Sevensma te Glimmen.

Wijbren Sipke Sevensma (Sneek, 13 oktober 1896 – Apeldoorn, 19 april 1974) was een Nederlands auteur, tekenaar, illustrator en leraar M.O. tekenen aan het meisjesnijverheidsonderwijs te Groningen. Hij is begraven op De Eshof te Haren. 

## Levensloop
Hij trouwde in de gemeente Groningen op 14 augustus 1924 met Gezina Themmen (1896 – 1967). Het echtpaar woonde lange tijd in 't Huis ten Brinck te Glimmen. Een van hun kinderen was de jong overleden marine-officier IJsaäk Wybren.

## Loopbaan

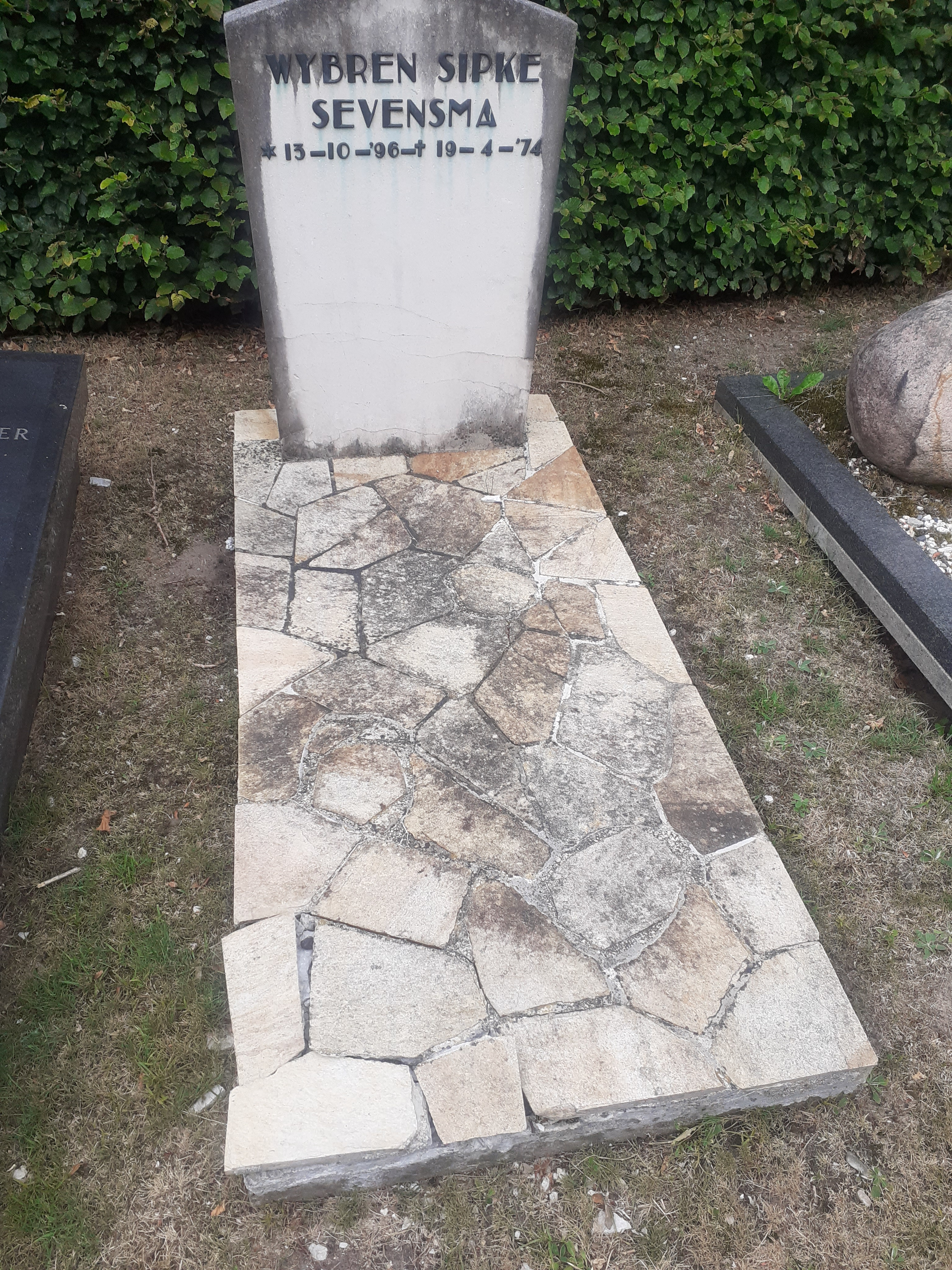
Het graf van Sevensma op De Eshof te Haren.

Sevensma was leraar M.O. tekenen aan het meisjesnijverheidsonderwijs te Groningen. Ook ontwierp hij de omslag van het boek van zijn vrouw: De andere weg  (1929) . Hij schreef zelf onder andere Beknopte geschiedenis van het kostuum, over de ontwikkeling van het kostuum van vroeger tot 1950 met veel door hem zelf gemaakte illustraties, en hij het boek Ethisch-Aesthetisch (1930), dat gerecenseerd werd door Klaas Heerema (de dichter en taalkundige Muus Jacobse).